# Grisén
Grisén é um município da Espanha na província de Saragoça, comunidade autónoma de Aragão. Tem 4,71 km² de área e em 2021 tinha 605 habitantes (densidade: 128,5 hab./km²).

## Demografia
| Variação demográfica do município entre 1991 e 2004 | Variação demográfica do município entre 1991 e 2004 | Variação demográfica do município entre 1991 e 2004 | Variação demográfica do município entre 1991 e 2004 |
| --------------------------------------------------- | --------------------------------------------------- | --------------------------------------------------- | --------------------------------------------------- |
| 1991                                                | 1996                                                | 2001                                                | 2004                                                |
| 485                                                 | 480                                                 | 470                                                 | 477                                                 |